# Karoline Kaulla

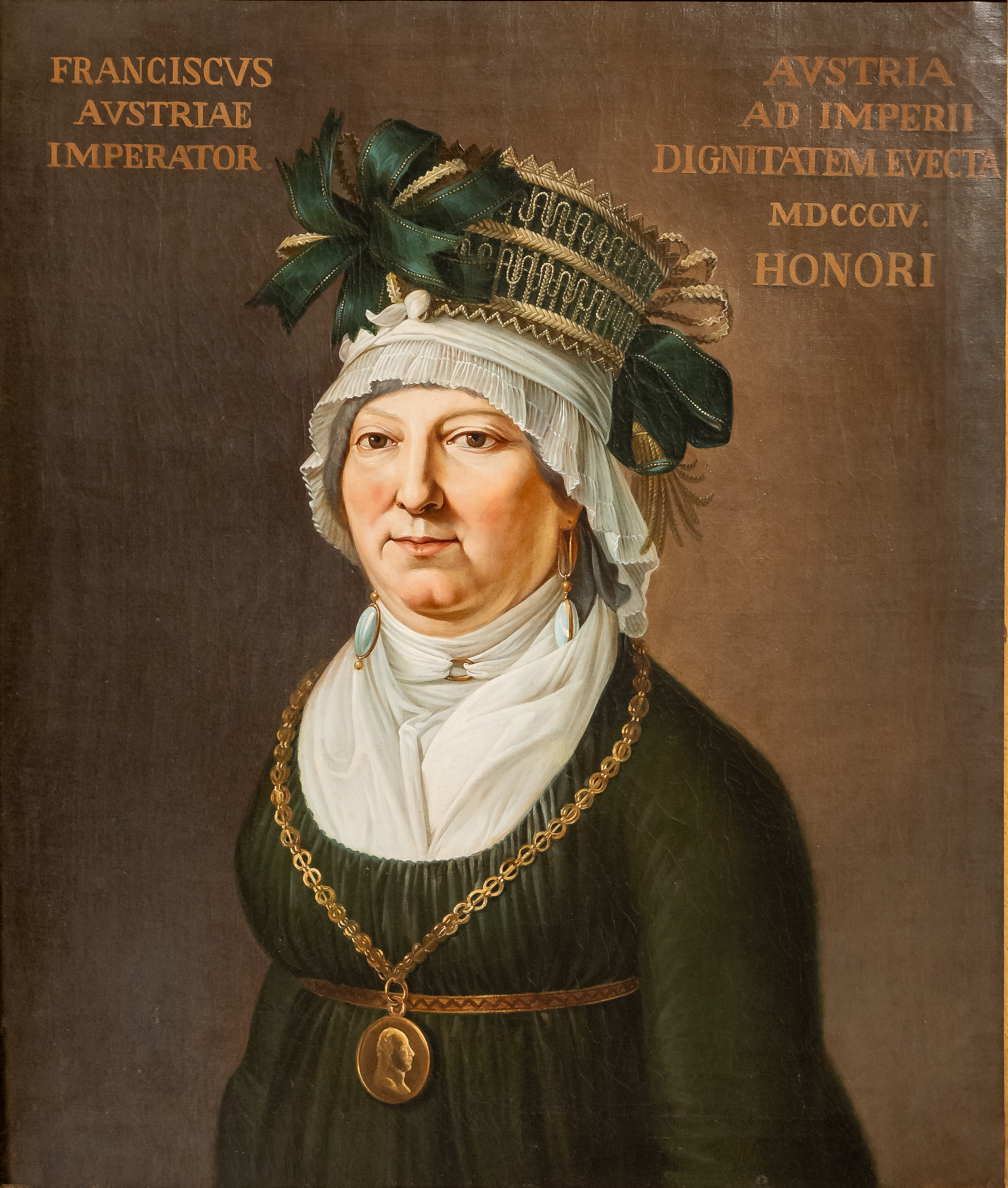
Johann Baptist Seele: Madame Kaulla (1804/05); Hohenzollerisches Landesmuseum, Hechingen.

Karoline „Chaile“ Kaulla, geborene Karoline Raphael (* 1739 in Buchau am Federsee; † 18. März 1809 in Hechingen), bekannt vor allem unter dem Namen Madame Kaulla, war zu ihrer Zeit eine der größten Hoffaktorinnen und galt als die reichste Frau Deutschlands. Sie ist Namensgeberin der schwäbischen Unternehmerfamilie Kaulla.

## Herkunft und Familie
Karoline „Chaile“ Kaulla wurde 1739 in Buchau als ältestes von sechs Kindern von Isak Raphael und dessen Ehefrau Rebecca Wassermann aus Regensburg († 1797) geboren. Der Vater war Vorsteher der jüdischen Gemeinde in Buchau und Hoffaktor in Diensten des Hauses Hohenzollern-Hechingen. Der Urenkel ihres zweitjüngsten Bruders Hirsch Raphael Kaulla (ca. 1756–1798) war der Bankier und Industrielle Alfred von Kaulla (1852–1924). Mit 18 Jahren wurde Karoline Kaulla 1757 mit dem Pferdehändler Akiba „Kiefe“ Auerbach (1733–1812) in Hechingen verheiratet, mit dem sie fünf Kinder bekam, darunter die drei Söhne Mayer (1757–1823), Wolf (1758–1841) und Raphael (1763–1828). Der Nationalökonom Rudolf Kaulla (1872–1954) war ihr Urenkel.

## Leben
Karoline erhielt mit ihren Geschwistern eine Erziehung, wie sie in aufgeklärten Familien der jüdischen Oberschicht des 18. Jahrhunderts üblich war: Unterricht erteilte ein Hauslehrer. Karoline übernahm die Leitung des Pferdehandels, da sich ihr Mann vornehmlich mit dem Studium der Tora und des Talmud befasste und die wirtschaftliche Absicherung der rasch wachsenden Familie seiner Ehefrau überließ.
Karoline Kaullas geschäftliche Karriere begann aber erst richtig, als sie nach dem Tod ihres Vaters 1760 dessen Geschäfte übernahm. Karoline Kaulla gründete in Hechingen das Großhandelshaus „Kaulla & Cie.“, in das ihr Bruder Jacob Raphael später eintrat. Die Geschwister handelten zunächst mit Luxuswaren (z. B. edlen Pferden, kostbaren Textilien, Juwelen, seltenen Münzen und Medaillen). Im Jahre 1768 erhielt sie als Neunundzwanzigjährige vom Fürsten zu Fürstenberg in Donaueschingen ihr Patent als Hoffaktorin „Kaula Raphael“. Aus der hier verwendeten Umschreibung „Kaula“ oder „Kaulla“ ihres deutschen Namens Karoline entstand ihr neuer, im Geschäftsleben der Zeit bald allgemein gebräuchlicher Familienname, der so erfolgreich war, dass ihn auch ihr Ehemann, ihre Brüder und deren Nachkommen übernahmen. 1770 wurde sie auf ihr Gesuch hin Herzoglich-Württembergische Hoffaktorin und damit Nachfolgerin des württembergischen Hoffaktors Joseph Süß Oppenheimer (1672–1738), der in Stuttgart hingerichtet worden war. 1780 wurde Karoline Kaullas jüngerer Bruder, Jacob Raphael Kaulla (ca. 1750–1810), ebenfalls Hoffaktor der Fürsten zu Fürstenberg in Donaueschingen.
Den ersten großen Auftrag als Heereslieferantin erhielten die Kaullas 1790 für die in den Niederlanden stehenden habsburgischen Truppen. Während der Koalitionskriege (1792–1815) belieferten sie insbesondere die kaiserlichen Armeen. Der aus diesem Handel erzielte Reichtum bildete die Grundlage für die seit etwa 1800 in vermehrtem Maße festzustellenden Geldgeschäfte der Kaullas. Insbesondere wurden Kredite an das Herzogtum Württemberg vergeben, welche durch zu erwartende britische Hilfszahlung („Subsidien“) gedeckt waren. Diese Zahlungen gingen im Laufe der Koalitionskriege in die Millionen von Gulden. Im Jahre 1797 erhielten die Geschwister Kaulla den Hofschutz für die württembergischen Residenzen Stuttgart und Ludwigsburg, den der Herzog jedoch nach Protesten aus der Stuttgarter Bürger- und Kaufmannschaft 1798 zurücknehmen musste. Stattdessen wurde Jacob Raphael Kaulla am 9. Februar 1800 zum Hofbankier in Stuttgart ernannt.
1802 überführten Karoline Kaulla und ihr Bruder Jacob Raphael Kaulla den Hauptsitz ihres Handelshauses nach Stuttgart. Außerdem gliederten sie das Geldgeschäft des Handelshauses in eine ebenfalls in Stuttgart ansässige Tochtergesellschaft aus und nannten das so geschaffene Bankhaus „M. & J. Kaulla“. Das „M“ stand für „Madame“. Damit hatte Karoline Kaulla neben dem blühenden Handelshaus auch die erste Privatbank in Stuttgart ins Leben gerufen. Herzog (ab 1806 König) Friedrich Wilhelm Karl von Württemberg beteiligte sich mit 50 % an dem 150.000 Taler betragenden Startkapital der Bank. Aufgabe dieser Hofbank war nicht nur die Abwicklung der königlichen Geldgeschäfte, sondern auch die Gewährung von Darlehen für Unternehmensgründungen.
1805 in „Königlich Württembergische Hofbank“ umbenannt, blieb dieses Institut unter gleichbleibender Beteiligung des Königs eine halbstaatliche Privatbank. Diese Bank wurde bis 1915 von Mitgliedern der Familie Kaulla geleitet. 1922 wurde sie von der Württembergischen Vereinsbank übernommen und ging 1924 mit dieser in der Deutschen Bank auf.
1806 ernannte König Friedrich von Württemberg Karoline und Jacob Raphael Kaulla und drei weitere Mitglieder der Familie Kaulla und ihre sämtlichen Nachkommen zu württembergischen Untertanen mit vollen Rechten. Von 1807 bis 1814 erhielten die Kaullas zudem das württembergische Salzmonopol verpachtet.

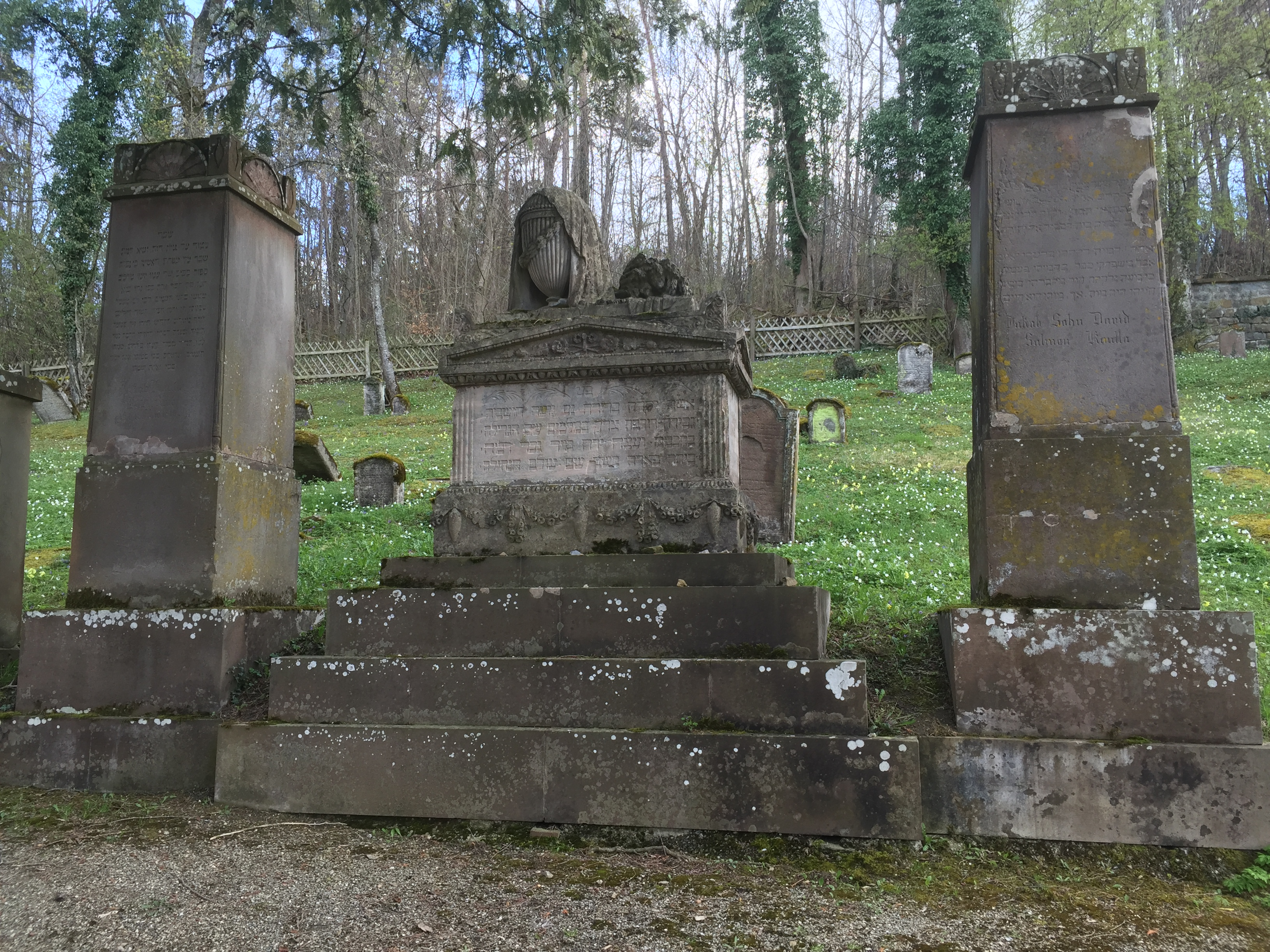
Grabdenkmal auf dem Jüdischen Friedhof in Hechingen

Am 18. März 1809 starb Karoline Kaulla 70-jährig in Hechingen. Sie ist auf dem Jüdischen Friedhof in Hechingen beigesetzt; ihr eindrucksvolles Grabdenkmal ist erhalten.

## Wohltätigkeit
Ihr soziales Engagement brachte Karoline Kaulla schon zu Lebzeiten Achtung ein. Außerdem setzte sie ihre guten Kontakte zum Fürstenhaus Hohenzollern-Hechingen zu Gunsten der jüdischen Gemeinde in Hechingen ein. Dort stiftete sie neben einem Heim für obdachlose Juden 1803 auch eine Talmudschule und eine Bibliothek.

## Ehrungen
Für die Verdienste bei den Heereslieferungen an die kaiserlichen Armeen hatte Jacob Raphael Kaulla schon 1801 den Titel eines Kaiserlichen Rats erhalten. Karoline Kaulla wurde 1808 von Franz II. mit der großen kaiserlichen Zivilverdienstmedaille an der goldenen Ehrenkette ausgezeichnet. Nach einer Familienlegende habe der Kaiser Madame Kaulla zuerst die Erhebung in den erblichen Adelsstand angeboten. Diese lehnte jedoch aus Furcht ab, eine Standeserhöhung könnte ihre Nachkommen dazu verleiten, vom jüdischen Glauben abzufallen. Nicht weniger als fünf Mitglieder ihrer Familie, alle jüdischen Glaubens, erhielten in späteren Jahren aufgrund eigener Verdienste den württembergischen Personaladel. Aber nur ein Mitglied der Familie Kaulla, Joseph Wolf Kaulla (seit 1841 von Kaulla), erhielt den Erbadel, allerdings nicht in Württemberg, sondern im benachbarten Fürstentum Hohenzollern-Hechingen.
Nach Karoline Kaulla sind Straßen in Hechingen, Schwäbisch Hall und Stuttgart benannt.